# سندی ریج (پنسیلوانیا)
سندی ریج (به انگلیسی: Sandy Ridge) یک منطقهٔ مسکونی در ایالات متحده آمریکا است که در شهرستان سنتر، پنسیلوانیا واقع شده‌است. سندی ریج ۱٫۶۵ کیلومتر مربع مساحت و ۴۰۷ نفر جمعیت دارد و ۵۶۳٫۸۹ متر بالاتر از سطح دریا واقع شده‌است.